# 宮川賢の誰なんだお前は!?
『宮川賢の誰なんだお前は!?』（みやかわまさるのだれなんだおまえは）は、TBSラジオ（分社化前、ラテ兼営時代 の東京放送）で1995年（平成7年）10月9日 - 1998年（平成10年）10月2日まで放送した平日帯 夜ワイド番組。
通称は誰おま。

## 概要
聴取率の低迷を受けて終了した前番組『恋する電リクBINGO BONGO』の後に開始した若者向け夜ワイド番組。劇団ビタミン大使ABC主宰、放送作家の宮川賢がパーソナリティを務めた。番組名は自身がパーソナリティを務めた深夜番組『パックインミュージック21』火曜2部で使われていたものを復活させた。

番組はオープニングで、1つのテーマや企画を設定。宮川がリスナーに電話を繋いで番組を展開するリスナー参加型コーナーが主体で、その合間にレギュラーコーナー（「カウントダウンワースト5」など）や箱番組などを挟む構成。宮川がこれまでに担当した深夜番組のラジオの企画とは思えない過激さ、下品さは（時間帯も考慮されたか）やや抑えられていたが、それでも番組企画でのバカバカしさと下らなさは健在であった。
前番組で低迷した聴取率は回復して、在京ラジオ局の夜ワイド番組で激しい聴取率争いを展開した。全盛期は首都圏 民放ラジオ局の聴取率 同時間帯首位を獲得。宮川は天狗になり、自分の事を「ラジオキング（略して、ラジキンさん）」とリスナーに呼ばせたりした（もちろん、ネタであるが）。年末・クリスマスは「本当に誰なんだお前は!?」「誰おまクリスマスジャンボリー」と称し、特番を放送した。

### 番組の終焉とその後
番組後期はリスナー登録（後述）が形骸化され、宮川単独のパーソナリティからお笑い芸人や女性アイドルなどの出演者が日替わりで加わり、ゲーム相談コーナーやタイアップ企画など、宮川の番組が持っていた個性を失い、内容が迷走気味となり、他局の裏番組へリスナーが移り、当番組の人気は急落した。
『岸谷五朗の東京RADIO CLUB』がスタートした1990年、NHKラジオ第1が『ラジオ深夜便』を開始。TBSラジオは『ハローナイト』『ロンペーの夜に乾杯!』で大人向け夜ワイドを開始したが聴取率は低迷。時期尚早に終わった。
ラジオ深夜便は高齢者層リスナーを獲得して、新たなリスナー層の開拓に成功。NHKラジオ第1は聴取率トップに躍り出た。TBSラジオはラジオ深夜便の人気を踏まえた上で「夜10時は誰のものか」という激論が為されていた。ラジオを聴かなくなる若年層が出現するなどの時代の変化で「ニッポン放送、文化放送と同じジャンルの番組をやり続けていたのでは、TBSラジオの夜枠に未来はない」という結論に達し、TBSラジオは『夜はともだち』以来、足かけ23年に渡って続いて来た若者向け夜ワイド番組から撤退した。
宮川の担当番組は学生・若年層から社会人・中年層を狙った番組にシフトする方針が決まり、当番組は1998年10月で終了した。
後番組『BATTLE TALK RADIO アクセス』はリスナーの年齢層を大幅に上げて、ニュースを扱う討論番組となった。同番組は在京 民放AMラジオ局の夜ワイド番組としては最長の11年半 続いた。2010年（平成22年）4月から『ニュース探究ラジオ Dig』、2013年（平成25年）4月から2020年（令和2年）9月までは『荻上チキ・Session-22』へと引き継がれた。

#### リスナー世代の成長と流出
宮川は『誰おま』打ち切り後もTBSラジオとの縁が続き、『デジ虫』等のパソコン情報番組、中年が聞く月曜19時台、昼帯に進出した。一方で『誰おま』当時のリスナーはすでに社会人・中年になったが、宮川は自身の番組内で「誰おまステッカーが未だに届かないんですけど」などという手紙も来たと述べている。

平日夜の時間帯のTBSラジオに聴く番組が無くなった若年層は文化放送『古本新之輔 ちゃぱらすかWOO!』やTOKYO FM、nack5の在京FMラジオ局の若者向けワイド番組に流出。ニッポン放送は『誰おま』の裏番組『ゲルゲットショッキングセンター』が当番組終了後、最初の改編期となる1999年（平成11年）4月改編で終了した。後継の『allnightnippon SUPER!』以降は全国ネット番組となった。

## 出演者

### パーソナリティ
- 宮川賢

### レギュラー出演者
- 井上公造（芸能レポーター）
- 渡辺勝彦（元・ジュンカッツ、1996年3月まで）
- FUMIYA（DJ）
- 堀井憲一郎

など

### お笑いパーソナリティ
- 月曜　TIM
- 火曜　海砂利水魚（現：くりぃむしちゅー）
- 木曜　Take2

1998年4月 - 9月までの半年間（月〜木曜）、当時の若手お笑い芸人がお笑いパーソナリティとして参加。水曜は週替わりで担当。

## 放送時間
- 1995年10月〜1996年3月　月〜金曜　21:00〜22:55（スタート）
- 1996年4月〜1996年9月　月〜金曜　22:00〜23:55（プロ野球シーズンインで時間遅らされる）
- 1996年10月〜1997年3月　月〜金曜　21:30〜23:30（ほぼ元の帯に復帰）
- 1997年4月〜1998年9月　月〜金曜　22:00〜23:55（終了）

## テーマ曲
- ヨハン・シュトラウス1世作曲「ラデツキー行進曲」（95年10月〜98年3月）
- ユーディ・L・ボウマン作曲「12番街のラグ」（98年4月〜9月）

## 主なコーナー
リスナー登録
宮川の深夜放送時代から続く制度でリスナーは登録制であり、顔入りの写真を貼ったはがきを番組宛に送れば、リスナー登録されるというもの。またリスナー登録後には、番組からノベルティとしてステッカーが届くため、ステッカー欲しさに家族や友人など何名も写っている写真を番組宛に送り、勝手に他人をリスナー登録してしまう者もいた。なお、リスナー登録していない者は番組では「モグリ」とされていた。のちに毎日、登録したリスナーに電話してシリトリを繋いでいく企画もあったが、シリトリが繋がる事は滅多になかった。
誰おまテレホン（「大鵬薬品 アン・アン・アン」・「誰おまスペシャル!」）
毎回テーマを設けリスナーから参加者を募り、宮川がリスナーに電話を繋いで、そのエピソードを披露してもらう。番組開始から半年間は「大鵬薬品 アン・アン・アン」のコーナータイトルで始まり、その後「誰おまテレホン」に改題された。ごく短期間ではあるが、22時台前半に「誰おまスペシャル!」のタイトルが付されたこともある。内容はどちらの枠もほぼ同様。企画の詳細については、下記項目を参照。
誰おまパンパカパ〜ン!
1996年4月より22時台後半から23時直前にかけて設定された枠。「誰おまテレホン」に比べ短い枠であるため、クイズやカラオケなどの企画が多かった。企画の詳細については、下記項目を参照。
DJ FUMIYA In The House
史上最年少（当時）でDJになったFUMIYAのテクニックを披露する。
誰おま鯛焼き
番組で企画制作し、実際に和風ファーストフードチェーン店の一口茶屋で販売もされたノベルティグッズ。リスナーにも配達した。
Super カウントダウンワースト5
宮川の深夜番組で好評だったコーナーが移行。いつもカラオケなどで迷惑がられている人たちに、たまには日の目を見させてやろうという下手くそシンガー救済企画。リスナーから自分で吹き込んだド下手カラオケテープを送ってもらい、みんなで笑うというもの。
テスト宝くじ
中間・期末・学年末テストの点数を宝くじの番号にして、賞金をプレゼントするもの。当選番号のテープルーレットを「誰おま」内の箱番組を担当している椎名へきるが担当（当選番号の点数をすべて収録）。尚、当選番号は2ケタであり、テストの点数が100点の場合は、それだけで充分嬉しいので参加不可（つまり、参加できるのは00〜99点獲得者のみ）。
堀井君の木曜日 略して ほりもく
毎週木曜日に堀井憲一郎がテーマを決めて調査してきた結果を公表するもの。例として、「コンビニエンスストアの会計で細かい金額が出た場合、"大きい額を出しておつりをもらう"、"1円単位まで合わせて払う"、"下数桁だけ合わせて払い、ややまとまったおつりをもらう"、のどれが一番清算にかかるタイムが短いか」など。なおコーナー名は、「ほりもく」以外にも「ほも」や「りも」や「ほ」など、原型がよくわからない長さにまで縮められたこともある。
エンディング テーマ
エンディング テーマを歌ってくれるリスナーを毎日募集した。番組としてのエンディング ソングは特に無いので、リスナーが歌いたい楽曲をア・カペラで披露した。伊集院光はリスナーに扮して参加したことがあり（勿論バレバレ）TRFの「BOY MEETS GIRL」を熱唱したことがある。番組開始当初はエンディング ソングを作成して、多くのリスナーが合唱に参加してもらうという壮大な企画の様であった。最終回は電話受付を雇うのを忘れてしまったために番組初期のオープニングテーマが流され、番組が締められた。
口コミゴシップ
リスナーから芸能人などのゴシップネタ（無論、ネタ元は定かではない）を募集して、それを留守番電話に伝言するコーナー。OP時はその日の曜日を冠し、「Monday 口コミゴシップ」（月曜日の場合）というふうに呼称していた。「口コミ」は「くちこみ」と読むが、「ろこみ」と読み間違えられたこともあった。
- 月〜木曜日

向井政生（TBSアナウンサー(当時)）の進行（事前収録）で伝言を淡々と流した。途中から明らかにガセネタや嘘と分かるものが増加して、後に打ち切りとなった。
- 金曜日

「井上公造の何処なんだ出元は?!」。芸能レポーターの井上公造が出演して、マル秘芸能情報を伝える。一時期は『やじうまワイド』（テレビ朝日）からタイトルを引用したとされる「やじうま新聞」、女性自身から引用した「クチコミ自身」なる芸能情報紙を発行。ヤマト運輸が首都圏のコンビニエンスストアを中心に設置した伝言FAXを利用した情報サービスを行っていた。元々は金曜日の井上のコーナーが口コミゴシップ枠に組み込まれただけであり、月〜木枠が打ち切りになった後も存続した。

### 誰おまパンパカパ〜ン!の主な企画
クイズミュージックシェイカー
リスナー参加の賞金クイズで異なる楽曲3曲を同時に流して、3曲の曲名を全て当てるもの。分かったらストップと叫んで、曲の再生を止めて、3曲を答える。再生を開始してから0〜10秒で正解すれば賞金3000円、11〜20秒で正解すれば賞金2000円、21〜30秒で正解すれば賞金1000円を獲得。当初は週一の放送だったが、後に毎日行われる事になる。流される曲のアーティストやジャンルを指定出来る場合はカウントダウンワースト5のランキング紹介に混じって行われたり、出題曲がエンディングで歌われたリスナーのア・カペラになっている場合があった。
ユニゾンクイズ（ユニゾンクイズハイパー）
リスナーが2人1組で参加。読み上げられた問題を合図の後に同時に答える。両者とも正解で賞金を獲得。更に次の問題へ進んで賞金倍増を狙うか、降りて賞金を獲得するかを選択。1人でも間違えたり合図に合わなかった場合は失格。「ユニゾンクイズ」は4問制（賞金1000円 → 2000円 → 4000円 → 8000円）だったが、「〜ハイパー」では3問制（賞金1000円 → 3000円 → 9000円）。AMステレオの機能を生かして、2人の解答を聞き分けられる点がポイント。
カラオケ選手権
毎週、出題された課題曲及び条件で、カラオケで1コーラス分を全て唄う。回によっては下記のように変速的なものがあった。
倍速カラオケ選手権
2倍速で再生されたカラオケで歌う。2倍速に成功したら4倍速に挑戦出来る。このカラオケコーナーだけはジングルも倍速で再生される。
風邪予防カラオケ選手権
うがいをしながら唄う。
裏声カラオケ選手権
宮川がチャイムを鳴らすたびに地声と裏声を切り替えながら唄う。
ぱぴぷぺぽカラオケ選手権（正式名称不明）
歌詞の文字を全て“ぱぴぷぺぽ”に置き換えて（“ん”はそのまま）唄う。

### 誰おまテレホンの主な企画
誰おま被害者ジャンボリー
今週 不幸なことがあった人たちをラストマン スタンディングで決める。優勝者には1万円を贈呈。
当初はクリスマス特番で行われたクリスマス被害者ジャンボリーとして不幸なことがあったリスナーが番組へ電話して、宮川とゲストの女性アイドル（最初のゲストは山田まりや）が不幸と認めたリスナーに商品を贈呈した特別企画だった。好評を受けて、毎週金曜日に行われた。ゲストが上原さくらの時は辛口で審査が厳しかった。
THE 爆発
物を爆発させてしまったエピソードを募集するコーナー。爆発以外に、炎などのテーマがも存在。上記の被害者コーナーと方向性が近く、『パカパカ行進曲!!』にコンセプトが引き継がれた。
男とはどうあるべきか?!
デートやエッチなどで、男としてベストの行動を2択で決める。
合格通知生開封
合格通知（正確には合否通知）を番組に送り、スタジオの宮川が電話口で本人立ち会いの下で開封して受験結果を披露する。実際には合格者の受験番号リストを順に読み上げるという形式が殆どだった。
- 合格（補欠合格を含む）の場合 - ベートーヴェンの「歓喜の歌」をバックにともに喜び合う。
- 不合格の場合 - 励ましを兼ねて、その学校の嫌いな人を電話で募集した（「○○大学が嫌いな人大募集!」という風に）。

お小遣い賃上げ闘争
安い お小遣いのリスナーを募集して、親に値上げを頼み込む。
ペット早押しクイズ選手権
リスナーとそのペットが参加するクイズで出題後に最も早く鳴いたペットの飼い主が解答権を得る。この亜種企画で、リスナーとそのペット役をする家族が参加する「偽ペット早押しクイズ選手権」を開催した。こちらは家族がペット代わりに「ガオー」などと叫んで解答権を争うもの。
みんなのゲーム相談室
ソニー・マガジンズ『HYPERプレイステーション』の編集者を招いて、リスナーから届いた解けないゲームの疑問に答える。
すごいよ! マサル刑事（デカ）
ラジオドラマ形式で、犯人が当てたトリックや犯人を当てるクイズ。
宮川とエヴァを語ろう!
当時、社会現象を巻き起こした『新世紀エヴァンゲリオン』についての激論を宮川と交わそうというものだったが宮川があまりにお粗末な意見ばかり言うため、本人がビギナーであることがバレて、総スカンをくらった。
誰おま闇討ち大作戦
日頃から根に持っている恨みをドッキリで晴らすというもの。反撃に遭うケースが多かった。
誰おま図書館
リスナーで用意されたタイトルで物語を作っていくと言う企画。伊集院光がこのコーナーに「へきる大好き」等のネームで一般参加（勿論バレバレ）。宮川を自分の番組『伊集院光 深夜の馬鹿力』の企画「青春の過ち うんこもらスペシャル」に宮川が逃げない様に借りを作らせるために出た。
誰おまこれが青春だ!
部活をやめたいリスナーを募集。「バカヤロー!」と叫び、やる気を取戻させるというもの。このコーナーに参加したボクシング部員は後に学生チャンピオンに輝いた。
屁企画
第一回と最終回、毎年の元旦は屁をこきたいヤツを募集した「初屁の出」企画などを実施した。
有名人ジャンケン
リスナーの親戚に有名人がいる者を募集して、その格を宮川が決める。
八つ当たりバトル
見知らぬリスナー同士が電話を繋いで八つ当たり、口喧嘩させる。参加者の口が滑って、放送禁止用語を言ってしまう事件があった。
E-CHANCE
当番組の生放送終了後に放送した『D-CHANCE THE GREAT AUDITION』のパロディ企画で作られたオーディション企画、globeの偽物の様なユニットを作り、デビュー（予定）曲「Ski on the snow」をスキー場で流して、客の失笑を買った。
誰おまワイドショー
その日、その日の話題の人に出てもらい、現在の心境を吐いてもらう。ある程度聞いた所で宮川の誘導尋問で「ウソです」と白状させる。
ゴールデンウィーク 野グソ情報
番組内で放送した交通情報のパロディ企画。意外な所にあった野グソの情報を募集して、注意喚起するコーナー。BGMを流用している。

## コーナー番組

### カルビー提供枠
- ボンジュール! L'Arc〜en〜Ciel / 23:10 - 23:20（1996年10月 - 1997年3月11日）
  - 当時のメンバーが薬物使用で逮捕された事により、1997年3月11日 当日付の朝刊で逮捕が報じられ、同日を以て、打ち切りとなり、半年間カルビー提供枠は休止。
- La'cryma Christi Love Parade / 23:10 - 23:25（1997年10月 - 1998年9月）
  - 「誰おま」終了後も継続して、月曜 - 金曜 23:40 - 23:50の「D B」枠内に移行し、1999年4月にカルビーは「THEおとばん」に移行。

### ネプチューン枠（23:40 - 23:50頃→22:10 - 22:20頃）
- ネプチューン+1 / 23:40 - 23:50（1997年4月 - 1997年9月）
  - タイトルの「+1」は宮川も出演していたことに由来する。
- 名倉とネプチューン→名倉もネプチューン / 23:40 - 23:50（1997年10月 - 1998年3月）→ 22:10 - 22:20（1998年4月 - 1998年9月）

### その他
- 椎名へきるのすっぴんすまいる。（提供：徳間書店ほか） / 21:35 - 21:45（1995年10月 - 1996年3月）→ 22:35 - 22:45（1996年4月 - 1996年9月）→ 22:30 - 22:45（1996年10月 - 1997年3月）→ 22:40 - 22:55（1997年4月 - 1998年9月）
  - ネット局への30分バージョンが存在。
- 辺見えみり・雨宮塔子　えっ　そ〜なんだ!?（提供：MC Sister） / 23:10 - 23:20（1996年4月 - 1996年9月）→ 23:00 - 23:10（1996年10月 - 1997年3月）
- Portable LAZY KNACK （提供：J-MILK 国産牛乳推進協） / 23:35 - 23:45（1996年4月 - 1996年9月）→ 22:05 - 22:15（1996年10月 - 1997年3月）→ 22:10 - 22:20（1997年4月 - 1997年9月）
- マンスリーボックス / 23:10 - 23:20（1997年2月 - 1997年9月）
  - 「ボンジュール! 〜」の打ち切りで、後番組までの穴埋めとして放送。
  - アーティストが月替わりでパーソナリティを務め、MALICE MIZERに所属（当時）していたGacktなどが担当した。
- feel the FEEL / 23:40 - 23:50（1998年4月 - 1998年9月）

## 関連番組
- 宮川賢のまつぼっくり王国